# Jammeh Diangana
Jammeh Diangana est un acteur français.

## Biographie
Jammeh Diangana grandit dans le quartier du Vieux-Pont à Nanterre dans une famille d'origines gambienne et sénégalaise. Il pratique d'abord la boxe puis joue au basket à la JSF Nanterre au poste d'ailier fort.
Il s'inscrit au théâtre dans un atelier du lycée Joliot-Curie de Nanterre. En 2018, il participe au concours Eloquentia, une formation aux arts de la parole.
Il étudie en licence des Sciences du langage à l'université Paris-Nanterre.

## Carrière
Il commence sa carrière cinématographique en 2019 dans le film Banlieusards réalisé par Leïla Sy et Kery James, artiste admiré par Diangana. Il interprète Soulaymaan Traoré, brillant étudiant en droit, frère d'un caïd de cité et d'un ado influençable.
Quatre ans plus tard, il joue dans Banlieusards 2, la suite du premier film.
Il fait une apparition dans la série La Cage tournée par Franck Gastambide.

## Filmographie

### Cinéma
- 2019 : Banlieusards de Kery James et Leïla Sy : Soulaymaan Traoré
- 2023 : Banlieusards 2 de Kery James et Leïla Sy : Soulaymaan Traoré

### Télévision
- 2023 : La Cage de Franck Gastambide